# AaB 89ers 2021
Questa voce raccoglie le informazioni riguardanti gli AaB 89ers nelle competizioni ufficiali della stagione 2021.

## Nationalligaen 2021

### Stagione regolare
| Gentofte 22 maggio 2021, ore 19:00 1ª giornata | Copenhagen Towers | 38 – 13 referto | AaB 89ers | Gentofte Sportspark |

| Aalborg 5 giugno 2021, ore 17:00 3ª giornata | AaB 89ers | 6 – 28 referto | Søllerød Gold Diggers | AaB's anlæg |

| Aalborg 12 giugno 2021, ore 19:00 4ª giornata | AaB 89ers | 35 – 14 referto | Triangle Razorbacks | AaB's anlæg |

| Nærum 14 agosto 2021, ore 14:00 7ª giornata | Søllerød Gold Diggers | 6 – 33 referto | AaB 89ers | Rundforbi Stadion |

| Aalborg 28 agosto 2021, ore 14:00 9ª giornata | AaB 89ers | 26 – 46 referto | Copenhagen Towers | AaB's anlæg |

| Vejle 11 settembre 2021, ore 19:00 11ª giornata | Triangle Razorbacks | 38 – 17 referto | AaB 89ers | Vejle Atletikstadion |

### Playoff
| Gentofte 25 settembre 2021, ore 19:00 Semifinale | Copenhagen Towers | 45 – 29 referto | AaB 89ers | Gentofte Sportspark |

| Vejle 9 ottobre 2021, ore 13:00 Finale 3º - 4º posto | AaB 89ers | 48 – 40 referto | Triangle Razorbacks | Vejle Atletikstadion |

## Statistiche di squadra
| Competizione      | %Vittorie | In casa | In casa | In casa | In casa | In casa | In casa | In trasferta | In trasferta | In trasferta | In trasferta | In trasferta | In trasferta | Totale | Totale | Totale | Totale | Totale | Totale |
| Competizione      | %Vittorie | G       | V       | N       | P       | Pf      | Ps      | G            | V            | N            | P            | Pf           | Ps           | G      | V      | N      | P      | Pf     | Ps     |
| ----------------- | --------- | ------- | ------- | ------- | ------- | ------- | ------- | ------------ | ------------ | ------------ | ------------ | ------------ | ------------ | ------ | ------ | ------ | ------ | ------ | ------ |
| Stagione regolare | .333      | 3       | 1       | 0       | 2       | 67      | 88      | 3            | 1            | 0            | 2            | 63           | 82           | 6      | 2      | 0      | 4      | 130    | 170    |
| Playoff           | .500      | 1       | 1       | 0       | 0       | 48      | 40      | 1            | 0            | 0            | 1            | 29           | 45           | 2      | 1      | 0      | 1      | 77     | 85     |
| Totale            | .375      | 4       | 2       | 0       | 2       | 115     | 128     | 4            | 1            | 0            | 3            | 92           | 127          | 8      | 3      | 0      | 5      | 207    | 255    |